# Спейт, Грэм
Сэр Грэм Дэ́вис Спейт (англ. Sir Graham Davies Speight 21 июля 1921, Окленд, Новая Зеландия — 17 июля 2008, там же) — новозеландский судья и государственный деятель, и. о. представителя королевы Великобритании на Островах Кука (1984).

## Биография
В 1942 году окончил юридический факультет Университета Окленда. До 1946 года служил в новозеландской армии.
- 1959—1966 гг. — работал адвокатом,
- 1966—1982 гг. — судья Верховного суда Новой Зеландии,
- 1982—1988 гг. — председатель Верховного суда Островов Кука и председатель Апелляционного суда Фиджи,
- 1984 г. — и. о. представителя королевы Великобритании на Островах Кука.